# Niall Óg mac Néill
Niall Óg mac Néill (mort en 1403)  fut  roi de Tír Eoghain de 1397 à 1403.

## Biographie
Niall Óg mac Néill est un fils de Niall Mór Ua Néill  « Haut-roi d'Ulster et prétendant à la royauté d'Irlande » qui se retire en sa faveur en 1397 et meurt après avoir « reçu l'extrême onction et fait pénitences » l'année suivante. Son bref règne est rempli par son activité guerrière principalement contre ses voisins du Cenel Conaill. Dès l'année suivante, il mène une grande armée contre les Ua Domhnaill  et pénètre jusqu'au monastère d'Esradh qu'il pille. Tir Aedha est détruite. En 1399, Cathal Ua Ferghail est tué  . Il attaque ensuite de nouveau le Tir Conaill où des hommes et des chevaux sont capturés  Niall Óg meurt dès 1403 et il a comme successeur son fils Brian Óg qui meurt la même année 
Niall  Óg  épouse sa parente Una (morte en 1417) fille de Domnhall Ua Néill dont:
- Brian Óg mac Néill Óig, roi en 1403 mort la même année de la variole
- Eóghan mac Néill Óig